# Dictyna sylvania
Dictyna sylvania là một loài nhện trong họ Dictynidae.
Loài này thuộc chi Dictyna. Dictyna sylvania được Ralph Vary Chamberlin & Wilton Ivie miêu tả năm 1944.